# Куянбаева
Куянба́ева (Куянбаево) — деревня в Аргаяшском районе Челябинской области. Входит в состав Яраткуловского сельского поселения.
Ближайшие населённые пункты — деревни Яраткулова и Верхние Караси. Через Куянбаева протекает река Куянбай.

## Этимология
Название имеет тюркское происхождение и связано с распространенным у башкир и татар мужским личным именем Куяныш, Куянбай, где кояш — «заяц», бай — «богач», «господин».

## Население
| 2002 | 2010 |
| ---- | ---- |
| 382  | ↘360 |

Согласно переписи 2002 года, преобладающая национальность — башкиры (94 %).
По данным Всероссийской переписи, в 2010 году численность населения посёлка составляла 360 человек (178 мужчин и 182 женщины).

## Улицы
Уличная сеть деревни состоит из 3 улиц.